# Kelowna (Stargate)
Kelowna è una nazione immaginaria dell'universo fantascientifico di Stargate, in particolare di Stargate SG-1. Kelowna è la patria di Jonas Quinn.

## Descrizione
Kelowna è una delle tre nazioni principali del pianeta Langara. Con le altre due superpotenze, Terrania e la Federazione Andari ha sempre mantenuto difficili relazioni, finché le tre non diedero vita ad un governo unificato per combattere Anubis. Lo Stargate di Langara, si trova proprio all'interno dei confini di Kelowna e la sua esistenza fu svelata ai Terraniani e Andariani solo quando Anubis minacciò il loro mondo.
Kelowna presenta una vena profonda di Naquadria, facendo così del pianeta una fonte di risorse inestimabile per i Goa'uld. Circa 3.000 anni fa, il pianeta era infatti nel dominio del Goa'uld Thanos.
L'avanzamento tecnologico dei Kelowniani, quando incontrarono l'SG-1 era l'equivalente di quello dell'Occidente, in particolar modo degli Stati Uniti d'America, a metà del Ventesimo secolo. Il Capo del governo Kelowniano è il Primo Ministro, equiparabile per poteri concessi al Presidente degli Stati Uniti. Quando l'SG-1 giunse su Langara, il Primo Ministro era Velis mentre durante l'attacco di Anubis era Dreylock, che fu ucciso dal Goa'uld.

## Storia recente
Il primo contatto con i terrestri, portò l'SG-1 a scoprire che i Kelowniani avevano scoperto come usare il Naquadria, un materiale radioattivo, per costruire bombe simili alle armi nucleari sulla Terra. Gli avvertimenti vani della squadra sulla distruzione che avrebbe portato la loro nuova arma e l'inarrestabile volontà dei Kelowniani ad usarla portò alla rottura delle relazioni tra i due mondi.
Quando Kelowna fu sulla soglia della distruzione per colpa di un'alleanza stipulata dai loro nemici, i Kelowniani inviarono sulla Terra una rappresentanza per chiedere un aiuto militare ai terrestri. Il Comando Stargate però, conscio della superiorità che avrebbero portato ai Kelowniani, preferirono non intervenire e quindi di rigettare le richieste di Kelowna.
Durante l'ultimo periodo di dominio dei Goa'uld, Langara, e quindi anche Kelowna, furono invase da Anubis che voleva impossessarsi della vena naturale di Naquadria, praticamente presente solo su Langara. Quando l'SG-1, aiutato da altri Signori del Sistema, avversari di Anubis, respinsero l'invasione, i tre governi di Langara decisero di unificarsi in un unico consiglio. In seguito a ciò, Jonas Quinn ritornò in patria.
Poco tempo dopo, il Comando Stargate venne a sapere che le tre superpotenze si erano unificate sotto un'unica nuova nazione, Langara, e dovette aiutare Jonas Quinn ad impedire la distruzione del loro pianeta a causa delle emanazioni volatili di una vena sotterranea di Naquadria.